# 無軌条電車運転規則
無軌条電車運転規則（むきじょうでんしゃうんてんきそく、昭和25年12月5日運輸省令第92号）は、無軌条電車（トロリーバス）の運転について定めた国土交通省令である。
軌道法に基づき定められたものである。
本規則は、次のような構成になっている。 
- 第1章 総則（第1条―第5条）
- 第2章 施設及び車両 
  - 第1節 施設（第6条―第16条）
  - 第2節 車両（第17条―第29条）
- 第3章 運転 
  - 第1節 車両の運転（第30条―第45条）
  - 第2節 車両の速度（第46条―第48条）
  - 第3節 信号及び標識（第49条―第51条）
  - 第4節 合図（第52条―第54条）
- 第4章 雑則（第55条）
- 附則